# 天主教尼亞霍魯魯教區
天主教尼亞霍魯魯教區（拉丁語：Dioecesis Nyahururensis）是肯亞一個羅馬天主教教區，屬涅里總教區。
教區成立於2002年12月5日，包括尼安達魯亞縣和萊基皮亞縣西部。2004年有181,632名教友（佔轄區總人口27.0%）、廿六個堂區、廿九名司鐸。現任教區主教為若瑟·姆巴蒂阿。